# Hamilton de Holanda
Hamilton de Holanda, né le 3 juin 1976 à Rio de Janeiro, est un mandoliniste, parolier, instrumentiste, compositeur et arrangeur brésilien.

## Biographie
Hamilton de Holanda quitte Rio de Janeiro pour s'installer à Brasilia avec sa famille. Il commence à apprendre la mandoline à l'âge de cinq ans et donne son premier concert à six ans. Avec son frère Fernando César, il forme le groupe Dois de Ouro. Il a  enseigné à l'université de Raphaël Rabello Choro.
Ce musicien a révolutionné l’instrument emblématique du choro, le bandolim, auquel il a ajouté une cinquième double corde, portant leur nombre de huit à dix.
Avec une technique virtuose et une absolue brasilianité, il impose un jeu polyphonique avec une palette sonore et une attitude en jouant qui valorise sa puissance et son pouvoir contagieusement revigorant.

## Influences
Hamilton de Holanda s’inscrit volontiers dans le choro, qui dans son enfance et durant son adolescence était sa principale influence, cette musique qui fait littéralement « pleurer » les cordes.
Hermeto Pascoal lui rend des hommages appuyés : si Hamilton de Holanda peut se réclamer de l'héritage de grands mandolinistes comme Jacob do Bandolim, Joël Nascimento et Armandinho Macedo, il réussit à se démarquer du style traditionnel en rénovant de manière sensible et délicate le répertoire musical.
Sa personnalité s'est façonnée au contact d'une diversité de rencontres interculturelles, en multipliant les expériences les plus variées et en puisant dans son environnement naturel.
Ses sources d'inspiration sont aussi bien la musique classique, que le jazz, le Flamenco, la musique cubaine et africaine ainsi que la musique populaire brésilienne. Il crée  ses propres morceaux ou composent à partir des thèmes de musiciens comme Tom Jobim ou Egberto Gismonti.
Aux États-Unis, la presse le qualifie de « Jimi Hendrix du bandolim ».
Hamilton de Holanda s'ingénie à brouiller les pistes musicales : est-ce du jazz, de la samba, du rock, de la pop, du lundu, du choro ?
Ce qui importe pour Hamilton de Holanda n'est pas tant une recherche effrénée de la nouveauté qu'une quête esthétique où l'improvisation est de mise. Il précise : « On me demande si ce que je fais est le nouveau choro. Le nouveau choro ? Je ne comprends pas. C’est peut-être parce que je joue du bandolim. Le choro est comme La Joconde. Vous trouvez qu’elle a besoin de retouches ? Non ! Le choro aussi est éternisé par l’art merveilleux de musiciens comme Luperce, Jacob et Pixinguinha. Puisque la tradition est perpétuée, on n’a besoin de rien, sinon de l’apprécier. En fait, ce que je fais est une synthèse de ces informations avec une influence du choro, de la bossa nova, du jazz, de la musique de la rue. C’est une musique qui n’a pas besoin d’étiquettes pour exister. Elle a juste à être belle. »
Sa devise est "La Modernité c’est la Tradition".  Selon lui, l'important est l'instant T où est corrélé le passé avec le futur, où ils se confondent, le moment présent, le hic et nunc, ici et maintenant.

## Discographie
En 2007, deux disques sont sortis chez Deckdisc au Brésil. "Intimo", album solo au concept original, a été enregistré de façon itinérante pendant ses dernières tournées dans diverses chambres d’hôtels du monde.
"Continua Amizade" est un  duo avec le pianiste de São Paulo, André Mehmari. Suivront un album en duo avec une de ses références, le joueur de bandolim Joel Nascimento, à l'occasion de ses 70 ans puis son deuxième album de son quintette "Brasilianos 2", qui ne réunit que des compositions originales. Ce disque est la suite de son engagement culturel en faveur de l’accessibilité du grand public à la musique contemporaine brésilienne.
Il a sorti au Brésil un hommage à son compatriote Pixinguinha (1897-1973).
Le label ECM a sorti un album live, O que será, dans lequel le musicien brésilien et le pianiste italien Stefano Bollani revisitent quelques partitions essentielles de la musique brésilienne. Lorsqu'Hamilton de Holanda résidait en France,  une connaissance  lui avait offert un disque de Bollani, à la fin duquel ce dernier interprétait « Trem das Onze » d'Adoniran Barbosa (un incontournable de la musique populaire brésilienne). Il découvre ensuite le disque (« Carioca », 2009) pour lequel il apprécie  l'originalité des  compositions avec de belles harmonies denses ou légères et la technique instrumentale. L'idée d'une coopération s'est donc imposée. Le duo est né en 2010 à la suite de l'invitation à participer au spectacle de Bollani à Bolzano pour interpréter deux ou trois morceaux. Des concerts avec ce duo ont eu lieu en Italie, au Brésil ou en Belgique où  l'album live a été enregistré.

### Titres
- 1997 : "Destroçando a macaxeira" - Dois de Ouro CD
- 1998 : "A Nova Cara do Velho Choro" - Dois de Ouro CD
- 2000 : "Luz das cordas - Marco Pereira e Hamilton de Holanda" - CD
- 2000 : "Dois de Ouro - Hamilton de Holanda e Fernando César" - CD
- 2001 : "Abre alas" - Caravelas CD
- 2006 : "Brasilianos" - Biscoito Fino - Hamilton de Holanda Quinteto
- 2006 : New Words / Novas palavras (Hamilton de Holanda and Mike Marshall) • Adventure Music • CD
- 2007 : Íntimo (Hamilton de Holanda) • Deckdisc • CD
- 2007 : Contínua Amizade (André Mehmari e Hamilton de Holanda) • Deckdisk • CD
- 2008 : Brasilianos 2 (Hamilton de Holanda Quintet) • Independente • CD
- 2009 : Hamilton de Holanda & Joel Nascimento - De Bandolim a Bandolim (Hamilton de Holanda & Joel Nascimento)
- 2009 : Yamandú Costa e Hamilton de Holanda - Luz da Aurora (Hamilton de Holanda and Yamandú Costa) • Independente • CD
- 2010 : Ensamble Gurrufío - Sessões com Hamilton de Holanda
- 2010 : Esperança - Live in Europe
- 2010 : Sinfonia Monumental (Hamilton de Holanda Quintet & Orquestra Brasilianos)
- 2011 : Gravações Inéditas
- 2011 : Delírios e Devaneios - exclusivo
- 2011 : gismontipascoal (Hamilton de Holanda and André Mehmari)
- 2011 : Brasilianos 3 - Hamilton de Holanda Quintet
- 2013 : O Que Será (ECM) with Stefano Bollani

## Renommée
Hamilton de Holanda se produit régulièrement dans des festivals de premier plan au Brésil et dans le monde entier. Polyvalent, il est à l’aise dans n’importe quel type de formation : en solo, avec un orchestre symphonique, en duo, en "power trio" ou en quintette. 
Il a notamment joué avec des artistes célèbres comme  Buena Vista Social Club, Cesária Évora, Djavan, John Paul Jones, Mike Marshall, Stanley Jordan, João Bosco, Ivan Lins, Richard Galliano, Hermeto Pascoal, Seu Jorge, Maria Bethania, Richard Bona, Bella Fleck, Gilberto Gil, Michel Legrand, Yamandu Costa, Joel Nascimento, Pixinguinha, Baden Powell, Egberto Gismonti, Toninho Horta, Beth Carvalho, Zélia Duncan, Dona Ivone Lara, Ricardo Teté et  Avi Avital.
Son producteur est  Marcos Portinari.
En 2006, le "Hamilton de Holanda Quartet" composé de Daniel Santiago à la guitare, André Vasconcellos à la basse,et Márcio Bahia à la batterie devient le quintet «Brasilianos » avec l’arrivée de Gabriel Grossi à l’harmonica. Ils ont ouvert le prestigieux festival Jazz in Marciac avant Caetano Veloso.
En France, il est une figure incontournable du festival de mandoline se déroulant à Lunel et à Montpellier. Il est associé à cette organisation depuis sa création en 2003 dont il assume régulièrement le parrainage. Une œuvre a été spécialement composée pour l'ouverture du festival  à l'Opéra Comédie à Montpellier en 2013 avec l'orchestre national de Montpellier Languedoc-Roussillon. Pour la dixième édition, il a mis au point un projet très spécial. Il a composé des "Caprices" pour bandolim inspirées par les "Caprices" de Paganini et les Sonates et Partitas de Bach pour violon solo. Chaque "caprice" possède un thème et une "coloration" singuliers. Il a sélectionné sept Caprices (sur un total de 25) et il s'est associé avec André Mehmari, musicien, pour en faire l'orchestration.

## Récompenses
Hamilton remporte en 2001 le Prix de Musique Icatu dans la catégorie des interprètes brésiliens de musique érudite et dans la catégorie de la musique improvisée. Cette double récompense s'est soldée par un accueil à la Cité des Arts de Paris jusqu'en février 2003. L'occasion pour lui aussi de nouer des liens avec le continent européen.
En janvier 2005, au Midem, son concert a marqué l'ouverture officielle de l’année du Brésil en France. "1 byte 10 cordes", premier disque "solo-live" de bandolim dix cordes au monde, a obtenu la distinction enviée de "Choc" du Monde de la Musique.
En 2007, le disque "Brasilianos", enregistré avec son quintette, a été nommé aux Grammys Latino dans la catégorie "meilleur disque instrumental", aux côtés de Chick Corea et Béla Fleck, entre autres.
Le Hamilton de Holanda Quintet a remporté le prix TIM 2007 en tant que meilleur groupe instrumental et le prix de meilleur instrumentiste a été décerné à Hamilton en personne. La revue "Jazz+" a elle aussi remis le prix de meilleur groupe de l'année au quintette.
Hamilton a été choisi pour interpréter l’hymne national brésilien lors de la cérémonie d’ouverture des Jeux Para-Panamericains à Rio de Janeiro en 2007.
En 2014, il a joué avec son bandolim à Paris pour le vernissage de l'exposition exceptionnelle au Grand Palais du tableau « Guerre et Paix » de Candido Portinari (1903-1962) qui fut offert en 1957 par le gouvernement brésilien aux Nations unies, et qui est normalement situé  dans le Hall d’entrée de l’Assemblée Générale, au siège de l’ONU, à New York. Pour la première fois en plus d’un demi-siècle “Guerre et Paix” est sorti de l’ONU, et est présenté au Grand Palais, avant d’être réinstallé définitivement à l’ONU.